# 山紅柿
山紅柿（学名：Diospyros morrisiana），又名油柿、山紅柿、烏材柿，为柿树科柿属下的一个种。分布於華南、台灣、琉球與日本，在中南半島亦有分布。心材在腐爛後變硬，為黑檀木的代替品。葉形為卵形，表面光滑，花為聚繖花序，果實呈橘紅色並有方形的宿存萼片，未成熟的果實可取柿漆，成熟的果實為黃色，帶甜味可食。山紅柿果樹的附近可能發現食果的台灣獼猴或白鼻心，泰雅族人可藉由記憶獵場中山紅柿的位置以方便捕獵。